# Torre de Montjuïc

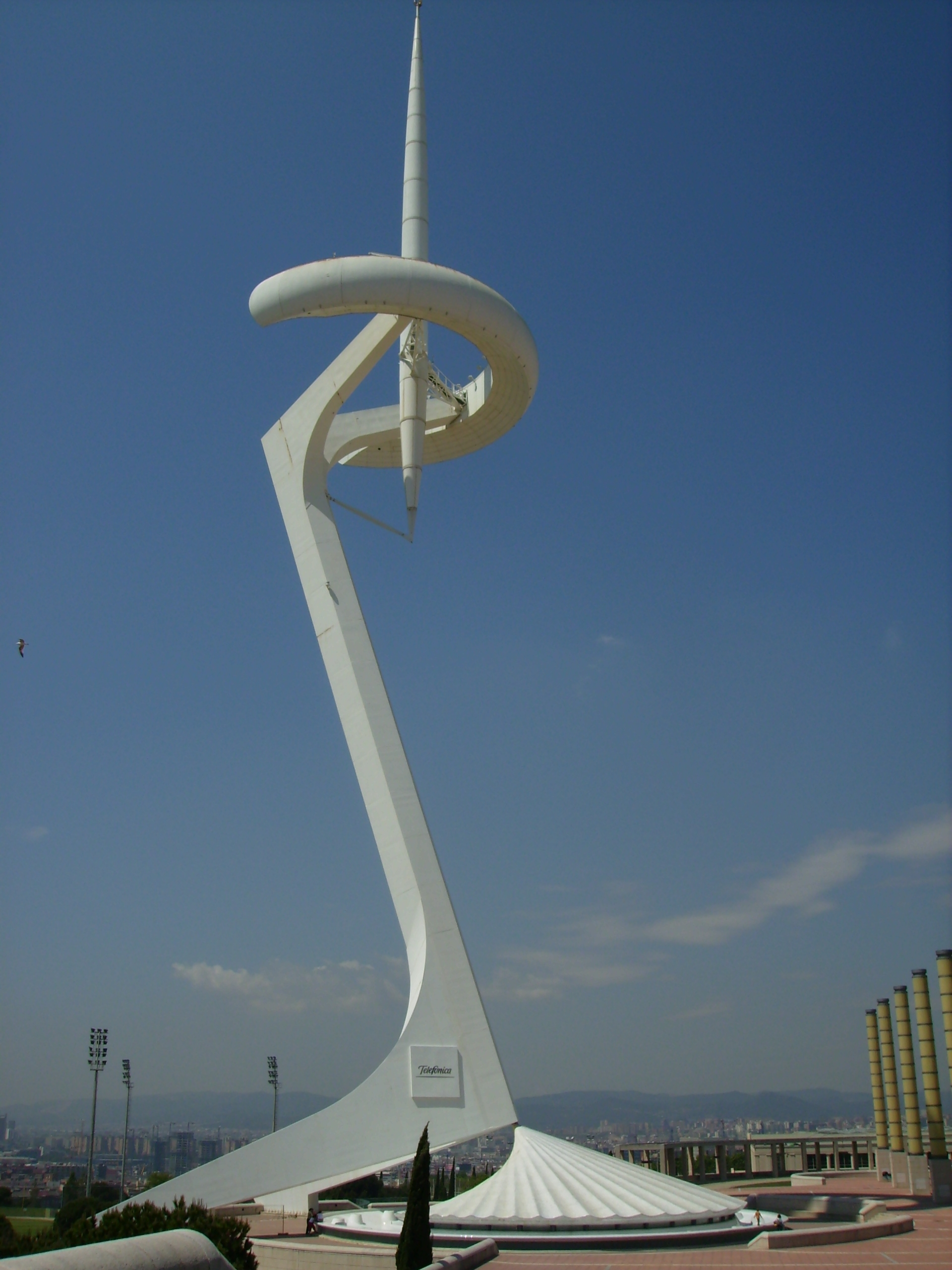
Torre de Montjuïc

A Torre de Montjuïc é uma torre de telecomunicações, obra do arquiteto e engenheiro valenciano Santiago Calatrava construída entre 1989 e 1992 na vila olímpica de Montjuïc, Barcelona, em função dos Jogos Olímpicos de 1992.
Esta torre de aço possui cerca de 136 metros de altura e um desenho inovador com respeito à maioria das torres de comunicação, já que sua forma estrutural não está baseada em um tronco vertical, mas sim em uma silhueta que lembra a um atleta ajoelhando-se para recolher uma medalha. Também conhecida como "Torre Calatrava", sua base está recoberta de trencadís, em clara referência a uma das características construtivas de Gaudí.
A própria orientação da torre faz com que ela atue como um relógio de sol ao projetar a sombra de sua agulha central sobre a praça da Europa (plaça d'Europa).
Ademais, apresenta a novidade técnica de incluir uma plataforma circular com os pratos de transmissão de dados.